# 2020年夏季奧林匹克運動會擊劍比賽
2020年夏季奧林匹克運動會擊劍比賽，是因2019冠狀病毒病疫情而延期至2021年舉行的第32屆夏季奧林匹克運動會的其中一個比賽項目，於2021年7月24日至8月1日在日本千葉市幕張展覽館進行。此次比賽共設12個項目，與往屆賽事不同的是，該屆比賽不再實施團體項目輪換制度，所有三個劍種的男女個人賽和團體賽在該屆奧運均會舉行。

## 比賽項目
2017年6月，国际奥委会公布了该届奥运各大项的具体设项调整，其中击剑项目新增两个团体小项，男女各一个，总项目数达12个。此次设项调整后，奥运击剑项目不再实行团体项目轮换制度，至此2020年东京奥运也成为第一届设立全部12个击剑小项的奥运赛事。
- 重剑
  - 个人：男子、女子
  - 团体：男子、女子
- 花剑
  - 个人：男子、女子
  - 团体：男子、女子
- 佩剑
  - 个人：男子、女子
  - 团体：男子、女子

## 参赛资格
獲得團體項目參賽名額的代表團，可在對應劍種個人項目獲得3個參賽名額，否則只能獲得1個參賽名額。每個代表團最多可以派出9名男子及9名女子運動員參賽（不含团体赛替补）。入选代表团的运动员必须符合奥林匹克宪章。
主办国日本在凭借自身实力获得参赛名额的基础上，可额外获得至多8个主办国名额（不分男女），日本可在确保参赛总人数不超过国际击剑联合会要求数目的情况下，自行决定在哪些项目上使用这些主办国名额，该国可利用这些主办国名额在未通过奥运排名获得团体资格的分项上凑够足够的个人名额，进而获得该分项团体资格。
受2019冠状病毒病疫情影响，国际奥委会宣布推迟举办该届奥运，国际击剑联合会也对奥运排名截止日期及各大洲资格赛举行日期进行调整，其中奥运排名截止日期调至2021年4月5日，各大洲资格赛也推迟至2021年4月下半月进行。

### 重剑
| 資格來源                                            | 出線資格                      | 出線名額                              | 男子                                              | 男子                          | 女子                                                          | 女子                                      | 備註 |
| 資格來源                                            | 出線資格                      | 出線名額                              | 個人名額                                          | 團體名額                      | 個人名額                                                      | 團體名額                                  | 備註 |
| --------------------------------------------------- | ----------------------------- | ------------------------------------- | ------------------------------------------------- | ----------------------------- | ------------------------------------------------------------- | ----------------------------------------- | --- |
| 主辦國 · 2013年9月7日 · 阿根廷布宜諾斯艾利斯        | 不適用                        | 2个男子参赛名额 0个女子参赛名额       | 日本（2）                                         | 日本                          | —                                                             | —                                         | 如果主办国放弃名额，空出名额会分配至外卡。 |
| 团体奥运排名 2021年4月5日                           | 前4名                         | 12个男子参赛名额 12个女子参赛名额     | 法国（3） · 意大利（3） · 乌克兰（3） · 瑞士（3） | 法国 · 意大利 · 乌克兰 · 瑞士 | 中国（3） · 俄罗斯奥林匹克委员会（3） · 波兰（3） · 韩国（3） | 中国 · 俄罗斯奥林匹克委员会 · 波兰 · 韩国 | 如果获得资格的代表团放弃名额，空出的名额会按名次递补。 |
| 团体奥运排名 2021年4月5日                           | 5至16名最佳非洲区队伍         | 0个男子参赛名额[a] 0个女子参赛名额[a] | —[a]                                              | —[a]                          | —[a]                                                          | —[a]                                      | 如果获得资格的代表团放弃名额，空出的名额会按排名分配给同区的其他代表团。 如果该区没有队伍排名对应项目团体5至16名，空出的名额会分配给奥运排名最高且未获资格的队伍。      |
| 团体奥运排名 2021年4月5日                           | 5至16名最佳美洲区队伍         | 3个男子参赛名额 3个女子参赛名额       | 美国（3）                                         | 美国                          | 美国（3）                                                     | 美国                                      | 如果获得资格的代表团放弃名额，空出的名额会按排名分配给同区的其他代表团。 如果该区没有队伍排名对应项目团体5至16名，空出的名额会分配给奥运排名最高且未获资格的队伍。      |
| 团体奥运排名 2021年4月5日                           | 5至16名最佳亚洲和大洋洲区队伍 | 3个男子参赛名额 3个女子参赛名额       | 韩国（3）                                         | 韩国                          | 中国香港（3）                                                 | 中国香港                                  | 如果获得资格的代表团放弃名额，空出的名额会按排名分配给同区的其他代表团。 如果该区没有队伍排名对应项目团体5至16名，空出的名额会分配给奥运排名最高且未获资格的队伍。      |
| 团体奥运排名 2021年4月5日                           | 5至16名最佳欧洲区队伍         | 3个男子参赛名额 3个女子参赛名额       | 俄罗斯奥林匹克委员会（3）                         | 俄罗斯奥林匹克委员会          | 意大利（3）                                                   | 意大利                                    | 如果获得资格的代表团放弃名额，空出的名额会按排名分配给同区的其他代表团。 如果该区没有队伍排名对应项目团体5至16名，空出的名额会分配给奥运排名最高且未获资格的队伍。      |
| 个人奥运排名 2021年4月5日                           | 非洲区排名最佳                | 1个男子参赛名额 1个女子参赛名额       | 摩洛哥                                            | 不適用                        | 突尼斯                                                        | 不適用                                    | 只有未获得对应剑种团体席位的代表团才可通过此途径获得席位。 如果获得资格的代表团放弃名额，空出的名额会按排名分配给同区的其他代表团。                                     |
| 个人奥运排名 2021年4月5日                           | 美洲区排名最佳                | 1个男子参赛名额 1个女子参赛名额       | 委内瑞拉                                          | 不適用                        | 巴西                                                          | 不適用                                    | 只有未获得对应剑种团体席位的代表团才可通过此途径获得席位。 如果获得资格的代表团放弃名额，空出的名额会按排名分配给同区的其他代表团。                                     |
| 个人奥运排名 2021年4月5日                           | 亚洲及大洋洲区排名前2名       | 2个男子参赛名额 2个女子参赛名额       | 日本 ·                                            | 不適用                        | 日本 ·                                                        | 不適用                                    | 只有未获得对应剑种团体席位的代表团才可通过此途径获得席位。 如果获得资格的代表团放弃名额，空出的名额会按排名分配给同区的其他代表团。                                     |
| 个人奥运排名 2021年4月5日                           | 欧洲区排名前2名               | 2个男子参赛名额 2个女子参赛名额       | 匈牙利 · 荷兰                                     | 不適用                        | 罗马尼亚 · 法国                                               | 不適用                                    | 只有未获得对应剑种团体席位的代表团才可通过此途径获得席位。 如果获得资格的代表团放弃名额，空出的名额会按排名分配给同区的其他代表团。                                     |
| 非洲区资格赛 · 2021年4月23日 · 埃及开罗             | 首名                          | 1个男子参赛名额 1个女子参赛名额       | 埃及                                              | 不適用                        | 塞内加尔                                                      | 不適用                                    | 只有既未获得对应剑种团体席位又未能够凭借对应剑种个人奥运排名获得席位的代表团才可通过此途径获得席位。 如果获得资格的代表团放弃名额，空出的名额会按同一资格赛的名次递补。 |
| 欧洲区资格赛 · 2021年4月24日至25日 · 西班牙马德里   | 首名                          | 1个男子参赛名额 1个女子参赛名额       | 捷克                                              | 不適用                        | 乌克兰                                                        | 不適用                                    | 只有既未获得对应剑种团体席位又未能够凭借对应剑种个人奥运排名获得席位的代表团才可通过此途径获得席位。 如果获得资格的代表团放弃名额，空出的名额会按同一资格赛的名次递补。 |
| 亚洲及大洋洲区资格赛 · 2021年4月25日至26日 · 塔什干 | 首名                          | 1个男子参赛名额 1个女子参赛名额       |                                                   | 不適用                        | 新加坡                                                        | 不適用                                    | 只有既未获得对应剑种团体席位又未能够凭借对应剑种个人奥运排名获得席位的代表团才可通过此途径获得席位。 如果获得资格的代表团放弃名额，空出的名额会按同一资格赛的名次递补。 |
| 美洲区资格赛 · 2021年5月1日至2日 · 聖荷西           | 首名                          | 1个男子参赛名额 1个女子参赛名额       | 加拿大                                            | 不適用                        | 秘鲁                                                          | 不適用                                    | 只有既未获得对应剑种团体席位又未能够凭借对应剑种个人奥运排名获得席位的代表团才可通过此途径获得席位。 如果获得资格的代表团放弃名额，空出的名额会按同一资格赛的名次递补。 |
| 空出席位重新分配                                    | 不適用                        | 3个男子参赛名额[a] 3个女子参赛名额[a] | 中国（3）[a]                                      | 中国[a]                       | 爱沙尼亚（3）[a]                                              | 爱沙尼亚[a]                               | |
| 總數                                                |                               |                                       | 36                                                | 9队                           | 34                                                            | 8队                                       | |

- a  由于没有非洲队伍在男子重剑及女子重剑团体奥运排名中位列5至16位，中国和爱沙尼亚分别递补获得男子重剑团体和女子重剑团体的资格。

### 花剑
| 資格來源                                            | 出線資格                      | 出線名額                          | 男子                                                            | 男子                                        | 女子                                                            | 女子                                        | 備註 |
| 資格來源                                            | 出線資格                      | 出線名額                          | 個人名額                                                        | 團體名額                                    | 個人名額                                                        | 團體名額                                    | 備註 |
| --------------------------------------------------- | ----------------------------- | --------------------------------- | --------------------------------------------------------------- | ------------------------------------------- | --------------------------------------------------------------- | ------------------------------------------- | --- |
| 主辦國 · 2013年9月7日 · 阿根廷布宜諾斯艾利斯        | 不適用                        | 2个男子参赛名额 0个女子参赛名额   | 日本（2）                                                       | 日本                                        | —                                                               | —                                           | 如果主办国放弃名额，空出名额会分配至外卡。 |
| 团体奥运排名 2021年4月5日                           | 前4名                         | 12个男子参赛名额 12个女子参赛名额 | 美国（3） · 法国（3） · 意大利（3） · 俄罗斯奥林匹克委员会（3） | 美国 · 法国 · 意大利 · 俄罗斯奥林匹克委员会 | 俄罗斯奥林匹克委员会（3） · 意大利（3） · 法国（3） · 美国（3） | 俄罗斯奥林匹克委员会 · 意大利 · 法国 · 美国 | 如果获得资格的代表团放弃名额，空出的名额会按名次递补。 |
| 团体奥运排名 2021年4月5日                           | 5至16名最佳非洲区队伍         | 3个男子参赛名额 3个女子参赛名额   | 埃及（3）                                                       | 埃及                                        | 埃及（3）                                                       | 埃及                                        | 如果获得资格的代表团放弃名额，空出的名额会按排名分配给同区的其他代表团。 如果该区没有队伍排名对应项目团体5至16名，空出的名额会分配给奥运排名最高且未获资格的队伍。      |
| 团体奥运排名 2021年4月5日                           | 5至16名最佳美洲区队伍         | 3个男子参赛名额 3个女子参赛名额   | 加拿大（3）                                                     | 加拿大                                      | 加拿大（3）                                                     | 加拿大                                      | 如果获得资格的代表团放弃名额，空出的名额会按排名分配给同区的其他代表团。 如果该区没有队伍排名对应项目团体5至16名，空出的名额会分配给奥运排名最高且未获资格的队伍。      |
| 团体奥运排名 2021年4月5日                           | 5至16名最佳亚洲和大洋洲区队伍 | 3个男子参赛名额 3个女子参赛名额   | 中国香港（3）                                                   | 中国香港                                    | 日本（3）                                                       | 日本                                        | 如果获得资格的代表团放弃名额，空出的名额会按排名分配给同区的其他代表团。 如果该区没有队伍排名对应项目团体5至16名，空出的名额会分配给奥运排名最高且未获资格的队伍。      |
| 团体奥运排名 2021年4月5日                           | 5至16名最佳欧洲区队伍         | 3个男子参赛名额 3个女子参赛名额   | 德国（3）                                                       | 德国                                        | 匈牙利（3）                                                     | 匈牙利                                      | 如果获得资格的代表团放弃名额，空出的名额会按排名分配给同区的其他代表团。 如果该区没有队伍排名对应项目团体5至16名，空出的名额会分配给奥运排名最高且未获资格的队伍。      |
| 个人奥运排名 2021年4月5日                           | 非洲区排名最佳                | 1个男子参赛名额 1个女子参赛名额   | 突尼斯                                                          | 不適用                                      | 突尼斯                                                          | 不適用                                      | 只有未获得对应剑种团体席位的代表团才可通过此途径获得席位。 如果获得资格的代表团放弃名额，空出的名额会按排名分配给同区的其他代表团。                                     |
| 个人奥运排名 2021年4月5日                           | 美洲区排名最佳                | 1个男子参赛名额 1个女子参赛名额   | 巴西                                                            | 不適用                                      | 哥伦比亚                                                        | 不適用                                      | 只有未获得对应剑种团体席位的代表团才可通过此途径获得席位。 如果获得资格的代表团放弃名额，空出的名额会按排名分配给同区的其他代表团。                                     |
| 个人奥运排名 2021年4月5日                           | 亚洲及大洋洲区排名前2名       | 2个男子参赛名额 2个女子参赛名额   | 日本 · 韩国                                                     | 不適用                                      | 韩国 · 中国                                                     | 不適用                                      | 只有未获得对应剑种团体席位的代表团才可通过此途径获得席位。 如果获得资格的代表团放弃名额，空出的名额会按排名分配给同区的其他代表团。                                     |
| 个人奥运排名 2021年4月5日                           | 欧洲区排名前2名               | 2个男子参赛名额 2个女子参赛名额   | 英国 · 西班牙                                                   | 不適用                                      | 德国 · 土耳其                                                   | 不適用                                      | 只有未获得对应剑种团体席位的代表团才可通过此途径获得席位。 如果获得资格的代表团放弃名额，空出的名额会按排名分配给同区的其他代表团。                                     |
| 非洲区资格赛 · 2021年4月23日 · 埃及开罗             | 首名                          | 1个男子参赛名额 1个女子参赛名额   | 阿尔及利亚                                                      | 不適用                                      | 阿尔及利亚                                                      | 不適用                                      | 只有既未获得对应剑种团体席位又未能够凭借对应剑种个人奥运排名获得席位的代表团才可通过此途径获得席位。 如果获得资格的代表团放弃名额，空出的名额会按同一资格赛的名次递补。 |
| 欧洲区资格赛 · 2021年4月24日至25日 · 西班牙马德里   | 首名                          | 1个男子参赛名额 1个女子参赛名额   | 捷克                                                            | 不適用                                      | 波兰                                                            | 不適用                                      | 只有既未获得对应剑种团体席位又未能够凭借对应剑种个人奥运排名获得席位的代表团才可通过此途径获得席位。 如果获得资格的代表团放弃名额，空出的名额会按同一资格赛的名次递补。 |
| 亚洲及大洋洲区资格赛 · 2021年4月25日至26日 · 塔什干 | 首名                          | 1个男子参赛名额 1个女子参赛名额   | 中国                                                            | 不適用                                      | 新加坡                                                          | 不適用                                      | 只有既未获得对应剑种团体席位又未能够凭借对应剑种个人奥运排名获得席位的代表团才可通过此途径获得席位。 如果获得资格的代表团放弃名额，空出的名额会按同一资格赛的名次递补。 |
| 美洲区资格赛 · 2021年5月1日至2日 · 聖荷西           | 首名                          | 1个男子参赛名额 1个女子参赛名额   | 墨西哥                                                          | 不適用                                      | 智利                                                            | 不適用                                      | 只有既未获得对应剑种团体席位又未能够凭借对应剑种个人奥运排名获得席位的代表团才可通过此途径获得席位。 如果获得资格的代表团放弃名额，空出的名额会按同一资格赛的名次递补。 |
| 總數                                                |                               |                                   | 36                                                              | 9队                                         | 34                                                              | 8队                                         | |

### 佩剑
| 資格來源                                            | 出線資格                      | 出線名額                          | 男子                                              | 男子                          | 女子                                                            | 女子                                        | 備註 |
| 資格來源                                            | 出線資格                      | 出線名額                          | 個人名額                                          | 團體名額                      | 個人名額                                                        | 團體名額                                    | 備註 |
| --------------------------------------------------- | ----------------------------- | --------------------------------- | ------------------------------------------------- | ----------------------------- | --------------------------------------------------------------- | ------------------------------------------- | --- |
| 主辦國 · 2013年9月7日 · 阿根廷布宜諾斯艾利斯        | 不適用                        | 2个男子参赛名额 2个女子参赛名额   | 日本（2）                                         | 日本                          | 日本（2）                                                       | 日本                                        | 如果主办国放弃名额，空出名额会分配至外卡。 |
| 团体奥运排名 2021年4月5日                           | 前4名                         | 12个男子参赛名额 12个女子参赛名额 | 韩国（3） · 匈牙利（3） · 意大利（3） · 德国（3） | 韩国 · 匈牙利 · 意大利 · 德国 | 俄罗斯奥林匹克委员会（3） · 意大利（3） · 法国（3） · 韩国（3） | 俄罗斯奥林匹克委员会 · 意大利 · 法国 · 韩国 | 如果获得资格的代表团放弃名额，空出的名额会按名次递补。 |
| 团体奥运排名 2021年4月5日                           | 5至16名最佳非洲区队伍         | 3个男子参赛名额 3个女子参赛名额   | 埃及（3）                                         | 埃及                          | 突尼斯（3）                                                     | 突尼斯                                      | 如果获得资格的代表团放弃名额，空出的名额会按排名分配给同区的其他代表团。 如果该区没有队伍排名对应项目团体5至16名，空出的名额会分配给奥运排名最高且未获资格的队伍。      |
| 团体奥运排名 2021年4月5日                           | 5至16名最佳美洲区队伍         | 3个男子参赛名额 3个女子参赛名额   | 美国（3）                                         | 美国                          | 美国（3）                                                       | 美国                                        | 如果获得资格的代表团放弃名额，空出的名额会按排名分配给同区的其他代表团。 如果该区没有队伍排名对应项目团体5至16名，空出的名额会分配给奥运排名最高且未获资格的队伍。      |
| 团体奥运排名 2021年4月5日                           | 5至16名最佳亚洲和大洋洲区队伍 | 3个男子参赛名额 3个女子参赛名额   | 伊朗（3）                                         | 伊朗                          | 中国（3）                                                       | 中国                                        | 如果获得资格的代表团放弃名额，空出的名额会按排名分配给同区的其他代表团。 如果该区没有队伍排名对应项目团体5至16名，空出的名额会分配给奥运排名最高且未获资格的队伍。      |
| 团体奥运排名 2021年4月5日                           | 5至16名最佳欧洲区队伍         | 3个男子参赛名额 3个女子参赛名额   | 俄罗斯奥林匹克委员会（3）                         | 俄罗斯奥林匹克委员会          | 匈牙利（3）                                                     | 匈牙利                                      | 如果获得资格的代表团放弃名额，空出的名额会按排名分配给同区的其他代表团。 如果该区没有队伍排名对应项目团体5至16名，空出的名额会分配给奥运排名最高且未获资格的队伍。      |
| 个人奥运排名 2021年4月5日                           | 非洲区排名最佳                | 1个男子参赛名额 1个女子参赛名额   | 突尼斯                                            | 不適用                        | 埃及                                                            | 不適用                                      | 只有未获得对应剑种团体席位的代表团才可通过此途径获得席位。 如果获得资格的代表团放弃名额，空出的名额会按排名分配给同区的其他代表团。                                     |
| 个人奥运排名 2021年4月5日                           | 美洲区排名最佳                | 1个男子参赛名额 1个女子参赛名额   | 加拿大                                            | 不適用                        | 加拿大                                                          | 不適用                                      | 只有未获得对应剑种团体席位的代表团才可通过此途径获得席位。 如果获得资格的代表团放弃名额，空出的名额会按排名分配给同区的其他代表团。                                     |
| 个人奥运排名 2021年4月5日                           | 亚洲及大洋洲区排名前2名       | 2个男子参赛名额 2个女子参赛名额   | 中国 · 日本                                       | 不適用                        | 日本 · 印度                                                     | 不適用                                      | 只有未获得对应剑种团体席位的代表团才可通过此途径获得席位。 如果获得资格的代表团放弃名额，空出的名额会按排名分配给同区的其他代表团。                                     |
| 个人奥运排名 2021年4月5日                           | 欧洲区排名前2名               | 2个男子参赛名额 2个女子参赛名额   | 法国 ·                                            | 不適用                        | 乌克兰 · 希腊                                                   | 不適用                                      | 只有未获得对应剑种团体席位的代表团才可通过此途径获得席位。 如果获得资格的代表团放弃名额，空出的名额会按排名分配给同区的其他代表团。                                     |
| 非洲区资格赛 · 2021年4月23日 · 埃及开罗             | 首名                          | 1个男子参赛名额 1个女子参赛名额   | 阿尔及利亚                                        | 不適用                        | 阿尔及利亚                                                      | 不適用                                      | 只有既未获得对应剑种团体席位又未能够凭借对应剑种个人奥运排名获得席位的代表团才可通过此途径获得席位。 如果获得资格的代表团放弃名额，空出的名额会按同一资格赛的名次递补。 |
| 欧洲区资格赛 · 2021年4月24日至25日 · 西班牙马德里   | 首名                          | 1个男子参赛名额 1个女子参赛名额   | 罗马尼亚                                          | 不適用                        | 阿塞拜疆                                                        | 不適用                                      | 只有既未获得对应剑种团体席位又未能够凭借对应剑种个人奥运排名获得席位的代表团才可通过此途径获得席位。 如果获得资格的代表团放弃名额，空出的名额会按同一资格赛的名次递补。 |
| 亚洲及大洋洲区资格赛 · 2021年4月25日至26日 · 塔什干 | 首名                          | 1个男子参赛名额 1个女子参赛名额   |                                                   | 不適用                        |                                                                 | 不適用                                      | 只有既未获得对应剑种团体席位又未能够凭借对应剑种个人奥运排名获得席位的代表团才可通过此途径获得席位。 如果获得资格的代表团放弃名额，空出的名额会按同一资格赛的名次递补。 |
| 美洲区资格赛 · 2021年5月1日至2日 · 聖荷西           | 首名                          | 1个男子参赛名额 1个女子参赛名额   | 委内瑞拉                                          | 不適用                        | 阿根廷                                                          | 不適用                                      | 只有既未获得对应剑种团体席位又未能够凭借对应剑种个人奥运排名获得席位的代表团才可通过此途径获得席位。 如果获得资格的代表团放弃名额，空出的名额会按同一资格赛的名次递补。 |
| 總數                                                |                               |                                   | 36                                                | 9队                           | 36                                                              | 9队                                         | |

## 赛程
以下是击剑项目的赛程安排：
| 日期项目 | 2021年7月   | 2021年7月   | 2021年7月   | 2021年7月   | 2021年7月   | 2021年7月   | 2021年7月   | 2021年7月   | 2021年8月  |
| 日期项目 | 24日 （六） | 25日 （日） | 26日 （一） | 27日 （二） | 28日 （三） | 29日 （四） | 30日 （五） | 31日 （六） | 1日 （日） |
| -------- | ----------- | ----------- | ----------- | ----------- | ----------- | ----------- | ----------- | ----------- | ---------- |
| 男子     | 个人佩剑    | 个人重剑    | 个人花剑    |             | 团体佩剑    |             | 团体重剑    |             | 团体花剑   |
| 女子     | 个人重剑    | 个人花剑    | 个人佩剑    | 团体重剑    |             | 团体花剑    |             | 团体佩剑    |            |

## 參賽國家和地區
以下代表团获得了击剑项目的参赛资格：
- 阿尔及利亚（4）
- 阿根廷（1）
- 阿塞拜疆（1）
- 巴西（2）
- 加拿大（11）
- 智利（1）
- 中国（14）
- 哥伦比亚（1）
- 捷克（2）
- 埃及（14）
- 爱沙尼亚（4）
- 法国（18）
- （1）
- 德国（9）
- 英国（1）
- 希腊（1）
- 中国香港（8）
- 匈牙利（13）
- 印度（1）
- 伊朗（4）
- 意大利（24）
- 日本（21）
- （1）
- （1）
- 墨西哥（1）
- 摩洛哥（1）
- 荷兰（1）
- 秘鲁（1）
- 波兰（5）
- 罗马尼亚（2）
- 俄罗斯奥林匹克委员会（23）
- 韩国（18）
- 塞内加尔（1）
- 新加坡（2）
- 西班牙（1）
- 瑞士（4）
- 突尼斯（8）
- 土耳其（1）
- 乌克兰（6）
- 美国（23）
- （3）
- 委内瑞拉（2）

## 獎牌榜
*   主办国家/地区（日本）
| 排名                      | 国家 / 地区                 | 金牌 | 銀牌 | 銅牌 | 总计 |
| ------------------------- | --------------------------- | ---- | ---- | ---- | ---- |
| 1                         | 俄罗斯奥林匹克委员会（ROC） | 3    | 4    | 1    | 8    |
| 2                         | 法国（FRA）                 | 2    | 2    | 1    | 5    |
| 3                         | 韩国（KOR）                 | 1    | 1    | 3    | 5    |
| 4                         | 匈牙利（HUN）               | 1    | 1    | 1    | 3    |
| 5                         | 爱沙尼亚（EST）             | 1    | 0    | 1    | 2    |
| 5                         | 美国（USA）                 | 1    | 0    | 1    | 2    |
| 7                         | 中国（CHN）                 | 1    | 0    | 0    | 1    |
| 7                         | 中国香港（HKG）             | 1    | 0    | 0    | 1    |
| 7                         | 日本（JPN）*                | 1    | 0    | 0    | 1    |
| 10                        | 意大利（ITA）               | 0    | 3    | 2    | 5    |
| 11                        | 罗马尼亚（ROU）             | 0    | 1    | 0    | 1    |
| 12                        | 捷克（CZE）                 | 0    | 0    | 1    | 1    |
| 12                        | 乌克兰（UKR）               | 0    | 0    | 1    | 1    |
| 总计（共13个国家 / 地区） | 总计（共13个国家 / 地区）   | 12   | 12   | 12   | 36   |

## 獎牌得主

### 男子
| 項目              | 金牌                                                                        | 银牌 | 铜牌                                                                            |
| 個人銳劍 （詳細） | 羅曼·卡儂納 · 法国（FRA）                                                   | 希克洛希·蓋爾蓋伊 · 匈牙利（HUN）                                                                         | 伊戈爾·雷伊茲林 · 乌克兰（UKR）                                                 |
| 團體銳劍 （詳細） | 日本（JPN） · 加納虹輝 · 見延和靖 · 山田優 · 宇山賢                         | 俄罗斯奥林匹克委员会（ROC） · 谢尔盖·比达 · 谢尔盖·霍多斯 · 帕維爾·蘇霍夫 · 尼基塔·格拉兹科夫             | 韩国（KOR） · 朴相泳 · 马世健 · 宋在淏 · 權永晙                                 |
| 個人鈍劍 （詳細） | 張家朗 · 中国香港（HKG）                                                    | 達尼埃萊·加羅佐 · 意大利（ITA）                                                                           | 亞歷山大·秋皮尼奇 · 捷克（CZE）                                                 |
| 團體鈍劍 （詳細） | 法国（FRA） · 恩佐·勒福尔 · 埃尔万·勒佩舒 · 朱利安·梅尔蒂纳 · 马克西姆·波蒂 | 俄罗斯奥林匹克委员会（ROC） · 安东·博罗达切夫 · 基里尔·博罗达切夫 · 弗拉季斯拉夫·梅利尼科夫 · 季穆尔·萨芬 | 美国（USA） · 雷斯·英博登 · 尼克·伊特金 · 亚历山大·马西亚拉斯 · 格雷克·迈因哈特 |
| 個人軍刀 （詳細） | 西拉吉·阿龙 · 匈牙利（HUN）                                                 | 路易吉·薩梅萊 · 意大利（ITA）                                                                             | 金政焕 · 韩国（KOR）                                                            |
| 團體軍刀 （詳細） | 韩国（KOR） · 吴尚旭 · 金准镐 · 金政焕 · 具本佶                             | 意大利（ITA） · 卢卡·库拉托利 · 路易吉·薩梅萊 · 恩里科·贝雷 · 阿尔多·蒙塔诺                               | 匈牙利（HUN） · 西拉吉·阿龙 · 绍特马里·翁德拉什 · 代奇·陶马什 · 盖迈希·乔纳德   |

### 女子
| 項目              | 金牌 | 银牌                                                                          | 铜牌                                                                                |
| 個人銳劍 （詳細） | 孙一文 · 中国（CHN）                                                                                              | 安娜·玛丽亚·波佩斯库 · 罗马尼亚（ROU）                                        | 卡特麗娜·萊希斯 · 爱沙尼亚（EST）                                                   |
| 團體銳劍 （詳細） | 爱沙尼亚（EST） · 尤利娅·贝利亚耶娃 · 伊琳娜·恩布里奇 · 埃丽卡·基尔普 · 卡特麗娜·萊希斯                           | 韩国（KOR） · 崔仁贞 · 姜荣美 · 李慧仁 · 宋世罗                               | 意大利（ITA） · 萝塞拉·菲亚明戈 · 费代丽卡·伊索拉 · 玛拉·纳瓦里亚 · 阿尔贝塔·圣图乔 |
| 個人鈍劍 （詳細） | 李·基弗 · 美国（USA）                                                                                             | 因娜·德里格拉佐娃 · 俄罗斯奥林匹克委员会（ROC）                               | 拉里莎·克羅貝尼科娃 · 俄罗斯奥林匹克委员会（ROC）                                   |
| 團體鈍劍 （詳細） | 俄罗斯奥林匹克委员会（ROC） · 因娜·德里格拉佐娃 · 拉里莎·克羅貝尼科娃 · 玛尔塔·马尔季亚诺娃 · 阿德利娜·扎吉杜林娜 | 法国（FRA） · 阿妮塔·布拉兹 · 阿斯特丽·居亚尔 · 波利娜·朗维埃 · 伊索拉·蒂比斯 | 意大利（ITA） · 马丁娜·巴蒂尼 · 埃丽卡·奇普雷萨 · 阿里安娜·埃里戈 · 阿莉切·沃尔皮   |
| 個人軍刀 （詳細） | 索菲娅·波兹尼亚科娃 · 俄罗斯奥林匹克委员会（ROC）                                                                 | 索菲亚·维利卡娅 · 俄罗斯奥林匹克委员会（ROC）                                 | 玛农·布吕内 · 法国（FRA）                                                           |
| 團體軍刀 （詳細） | 俄罗斯奥林匹克委员会（ROC） · 奥莉加·尼基京娜 · 索菲娅·波兹尼亚科娃 · 索菲亚·维利卡娅                             | 法国（FRA） · 萨拉·巴尔泽尔 · 塞西莉亚·贝尔代 · 玛农·布吕内 · 夏洛特·朗巴克   | 韩国（KOR） · 崔秀延 · 金智妍 · 徐志演 · 尹智秀                                     |

## 外部連結
- 國際擊劍總會（页面存档备份，存于）
- (PDF). （原始内容 (PDF)存档于2021-10-09）.